# Balett

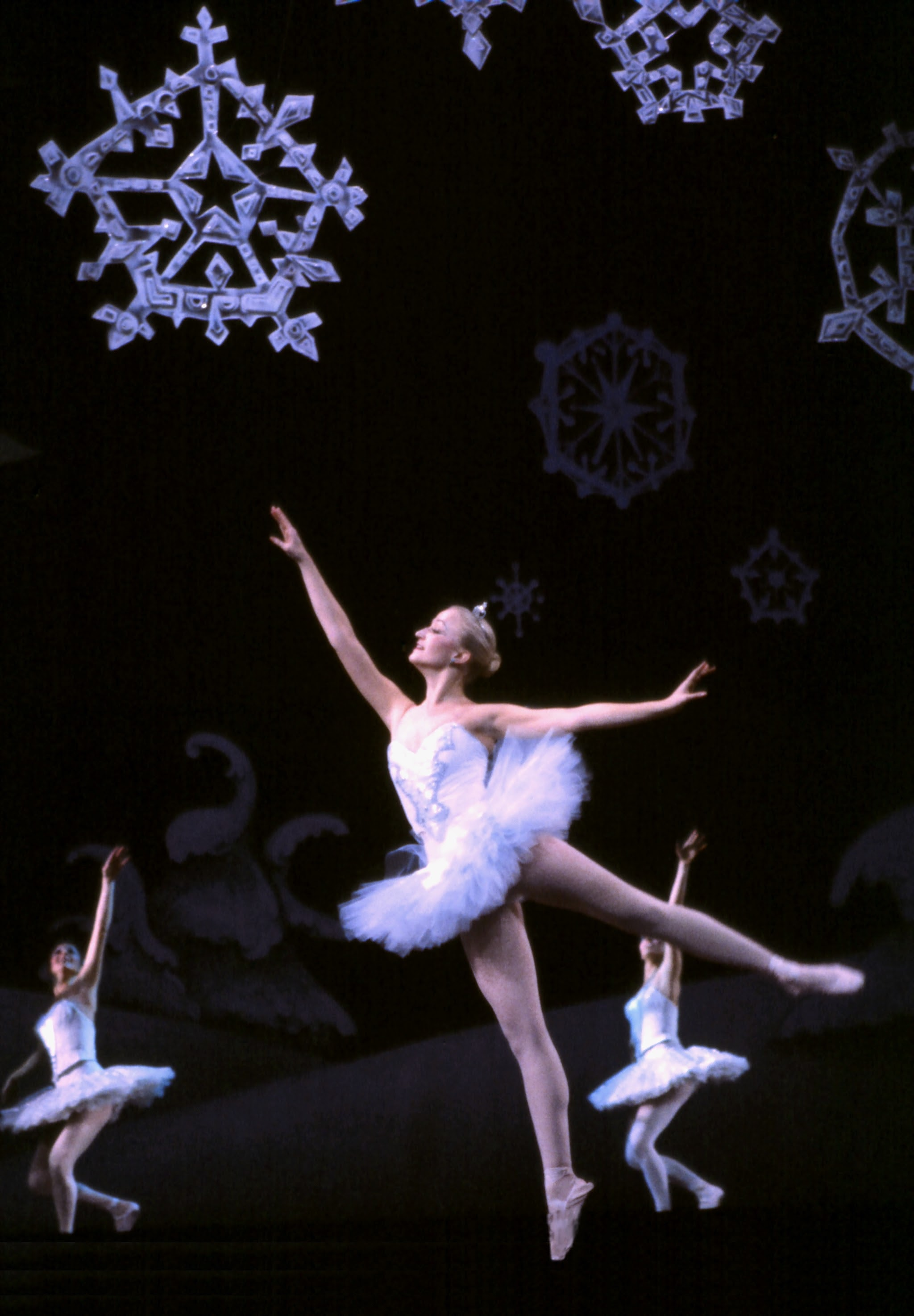
Balett, Nötknäpparen.

Balett (av italienska balletto, diminutiv av ballo, alltså ’liten dans’) är en dansform för scenkonst, uppbyggd på formaliserade positioner och rörelser med målet att ge dansaren ett graciöst och elegant intryck. Det är en mycket krävande dansstil i fråga om styrka, koncentration och vighet. Typiskt för balett är dels de kvinnliga dansarnas tåspetsdans, som förstärker intrycket av tyngdlöshet, och dels klädstilen med trikåer och tyllkjol. Balett dansas traditionellt till instrumental klassisk musik. I den klassiska baletten, utvecklad under det sena 1800-talet, finns ursprunget till mycket av dagens västerländska sceniska dans.

## Historia
Baletten har rötter i den blandunderhållning som hölls vid de stora europeiska renässanshoven, framför allt i Italien, under 1400- och 1500-talen. Den var då mer ett gestaltande av eleganta karaktärer i pråliga kläder än egentlig dans. Vid hertigen av Milanos förmälning uppförde Bergonzio di Botta från Tortona en praktfull balett som blev så populär, att den snart kopierades vid de flesta italienska furstehov. I Bergonzios baletter framträdde gudar och gudinnor från Olympen. Efterträdarna införde historiska, bibliska och allegoriska motiv, helgon ur legendarier, mysteriespel och även typmasker av det slag som förekom i den romerska teatern.
Till Frankrike infördes baletten på 1500-talet av italienska Katarina av Medici då hon blev fransk drottning. 1581 uppfördes den första baletten i Frankrike av piemontesaren Balthasar de Beaujoyeulx Katarinas gunstling, Ballet Comique de la Reyne, vilken blev omåttligt populär, och inom några årtionden hade över 80 mer eller mindre framgångsrika baletter getts. Baletten fann beskyddare i kardinalerna Richelieu och Mazarin, i Ludvig XIII och i än högre grad av Ludvig XIV som redan i tidig ålder själv medverkade på scenen och 1661 grundade en kunglig dansakademi. Balett var på denna tiden en helt manlig konst, de kvinnliga rollerna gestaltades av manliga dansare, och Ludvig XIV satte gärna upp baletter som framhävde hans maskulinitet och styrka. Under hans styre såg han till att baletten utvecklades som dans till att bli mer strikt och teknisk, i en strävan att sätta Frankrike på kartan som ett nav för finkulturen. Detta är också anledningen till att balettens språk är franska. 
Pierre Beauchamps, som var verksam vid den franska balettakademin anses i slutet av 1600-talet ha fastställt de fem grundläggande positionerna. Han skapade även ett sätt att notera dansrörelser som publicerades av hans elev Raoul Auger Feuillet. Härigenom blev själva dansen i baletten en självständig konstart.
I Sverige introducerades baletten 1638 vid drottning Kristinas hov på Stockholms slott av en fransk balettmästare. En inhemsk balett bildades i Sverige vid Kungliga Svenska Skådeplatsen 1738, men namnen på dessa dansare har gått förlorade, och Kungliga Baletten, bildad 1773, brukar därför räknas som Sveriges första balett.
John Weaver experimenterade i början av 1700-talet med att skapa en självständig balett byggd på dans och mim som inte enbart ingick i skådespel och operor. Det blev dock Jean-Georges Noverre som skapade den moderna baletten ballet d'action, en dramatisk balett utan tal och sång. Han utvecklade sina tankar i Lettres sur la danse et sur les ballets (1760) som kom att bli mycket spridd. Vid denna tid skapades balett främst för manliga dansare.
Den italienske balettmästaren Carlo Blasis kom under 1820-talet med sina avhandlingar om balettens teori och praktik att förändra baletten. Det tidiga 1800-talets lättare klädedräkt kom att förändra baletten och öppna upp för den kvinnliga balettdansen. Då de klacklösa skorna introducerades möjliggjordes tåspetsdansen. Marie Taglioni anses ha varit den som genom sin tådans i Sylfiden 1832 ha revolutionerat baletten.
Under tiden därefter upplevde baletten sin guldålder med baletter som Giselle. Därefter cementerades balettens former. Baletten blev även alltmer utpräglad kvinnlig dansform, i många fall framfördes manliga roller av kvinnliga dansare. 
Ryssland kom att bli det land där en vital balettkonst levde vidare och utvecklades. Många skickliga dansare importerades dit från Frankrike och Italien. Även svenska balettdansörer och koreografer som Christian Johansson drogs till den ryska baletten. Från början skapades främst lättare stycken där en insmickrande dans premierades. Med Pjotr Tjajkovskij introducerades en ny balett med tyngre och mer dramatiska teman. Koreografer som Marius Petipa och Lev Ivanov dominerade baletten under slutet av 1800-talet.
Efter att på nytt ha börjat stagnera i uttrycksformerna kom baletten vid sekelskiftet 1900 att förnyas genom Sergej Djagilev och hans Les Ballets Russes. Betydelsefull var koreografen Michel Fokine som samarbetade med kompositören Igor Stravinskij och konstnären Léon Bakst. Under denna period märks främst dansare som Anna Pavlova, Wacław Niżyński och Tamara Karsavina. I början av 1900-talet kom, särskilt i Tyskland och USA, en reaktion mot baletten som uppfattades vara föråldrad; man förespråkade en ny, radikal, fri och konstnärlig dans, betecknad som fridans eller modern dans. 
Idag koreograferas inte särskilt många originalverk för ren klassisk balett, förmodligen eftersom dess strama och hållna uttryck anses svårt att utveckla vidare, och för att den klassiska baletten i det allmänna medvetandet är förknippad med styrkedemonstrationer och prakt snarare än ett lättillgängligt konstnärligt uttryck. Klassisk balett har ändå en självskriven plats i dansundervisning för att träna hållning, styrka, vighet som dansaren har nytta av även i andra sceniska dansformer, såsom modern dans eller jazzdans.

## Dansteknik
I den klassiska baletten är rörelserna utformade för att ge ett graciöst intryck, där framför allt de kvinnliga dansarna upplevs närmast tyngdlösa. Man har mjuka armrörelser, hoppar högt och landar mjukt. Karaktäristiskt för balettekniken är bland annat dansarens så kallade "utåtvridning", dvs att benen roteras utåt från kroppen och får fötterna att forma ett V eller till och med är helt linjära. Ett annat signum är den raka hållningen, raka ben med "pekande" tår och hur hela kroppen - ben, armar, bål och huvud - formar mjuka linjer till varandra.
Den klassiska baletten är till skillnad från många andra dansstilar väldigt strikt i sin utformning, och har till och med sin egen terminologi som beskriver varje danssteg. Den utgår ifrån fem olika fotpositioner, och lika många armpositioner.

### Exempel på tekniska termer
Se även Lista över balettermer. Balettens terminologi är framför allt på franska.

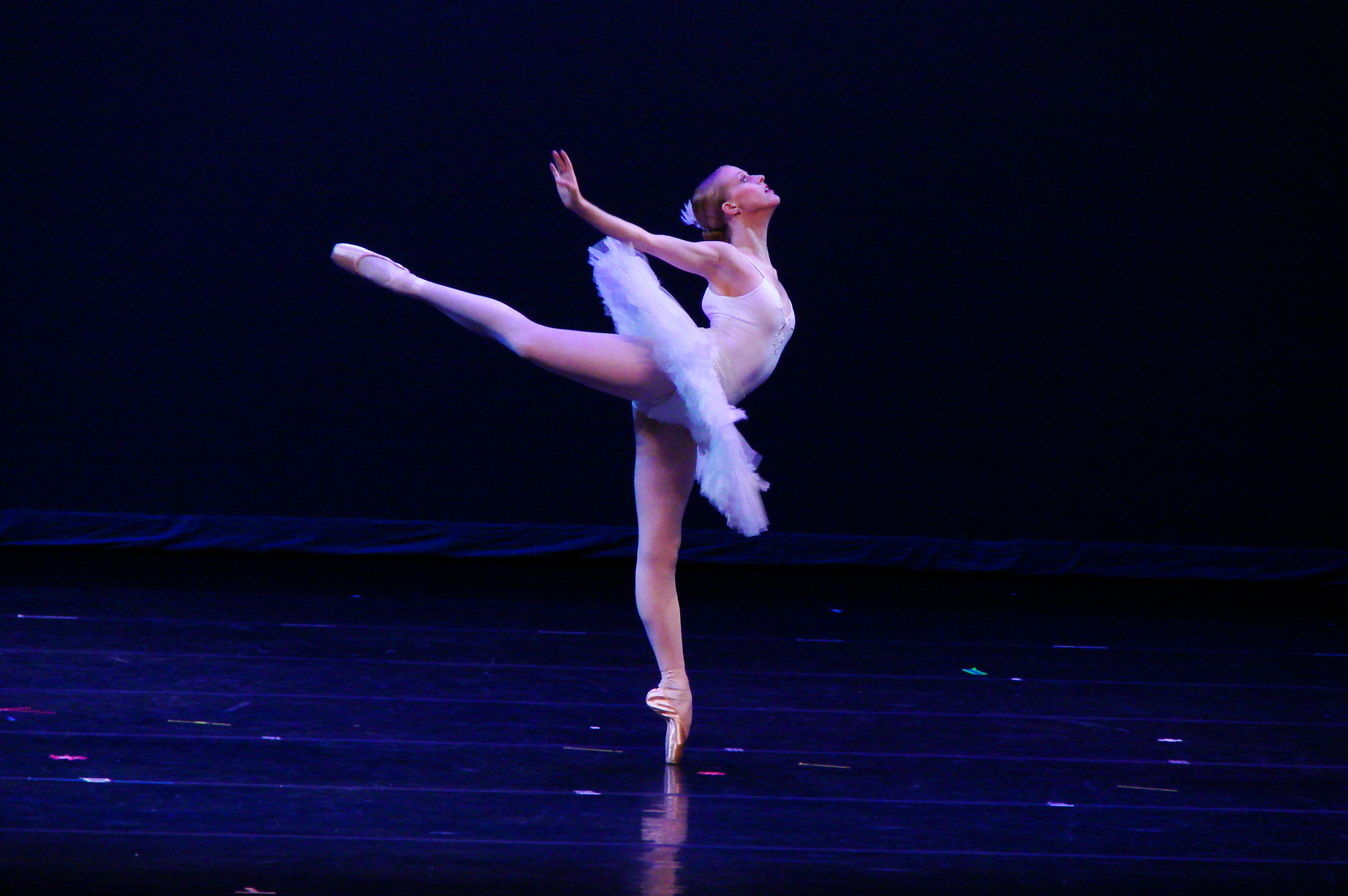
Danssteget "böjt ben riktat bakåt, på tå", eller med balettermer attitude derriére en pointe.

- Utåtvridning: med start i höfterna vrids benen och därmed fötterna ut från kroppen. Detta gör kroppen rakare, förbättrar balansen och ökar vigheten.
- Port de bras: Armrörelser. Armarnas positioner varierar något mellan olika skolor.
- Retiré: Böj ena benet så att tårna vilar mot knät på ståbenet. Kallas ibland passé.
- Arabesque: Stå på ett ben, med det andra benet rakt bakåt. Finns i fyra olika versioner, beroende på armarnas positionering.
- Attitude: Liknar arabesque, men med det arbetande benet böjt i 90° vinkel. Kan göras Derrière – bakåt, A la seconde – åt sidan, eller Devant – framåt.[5]
- Pirouette: snurra ett eller flera varv på en fot (på tå eller halvtå), vanligtvis med andra benet i retiré.
- En pointe: på tå, alltså med tåspetsskor.

## Balettskolor

Balettskor från sekelskiftet 1900, Livrustkammaren.

Under balettens historiska utveckling har det bildats olika skolor som använder olika metoder för balettutbildning. De mest kända skolorna och metoderna är:
- Amerikansk balett
  - Balanchine-metoden
- Dansk balett
  - Bournonville-skolan
- Engelsk balett
  - Royal Academy of Dance
- Fransk balett
- Italiensk balett
  - Cecchetti-metoden
- Rysk balett
  - Vaganova-metoden

## Olika typer av balett
- Klassisk balett
- Narrativ balett
- Romantisk balett
- Barockdans

## Kända baletter
- Svansjön
- Törnrosa
- Askungen
- Giselle
- Nötknäpparen
- Sylfiden
- La fille mal garde
- La Bayadère
- Don Quixote
- Le Corsair
- Flammes de Paris
- Coppelia
- Le Spectre de la rose
- Eldfågeln
- Petrusjka
- Våroffer

## Kända balettdansare
- Anneli Alhanko
- Per Arthur Segerström
- Hans Nilsson
- Johanna Björnson
- Marie Lindqvist
- Jan-Erik Wikström
- Fanny Cerrito
- Fanny Elssler
- Carlotta Grisi
- Emma Livry
- Rudolf Nurejev
- Anna Pavlova
- Maja Plisetskaja
- Marie Taglioni
- Tamara Toumanova
- Michail Barysjnikov
- Johan Renvall
- Gelsey Kirkland
- Margot Fonteyn
- Alicia Alonso

## Kända balettrupper
- Ballets Russes
- Bolsjojbaletten
- Cullbergbaletten
- Göteborgsoperans balett
- Kungliga Baletten
- Mariinskijbaletten
- Royal Ballet
- Svenska baletten i Paris